# Petra Merkel

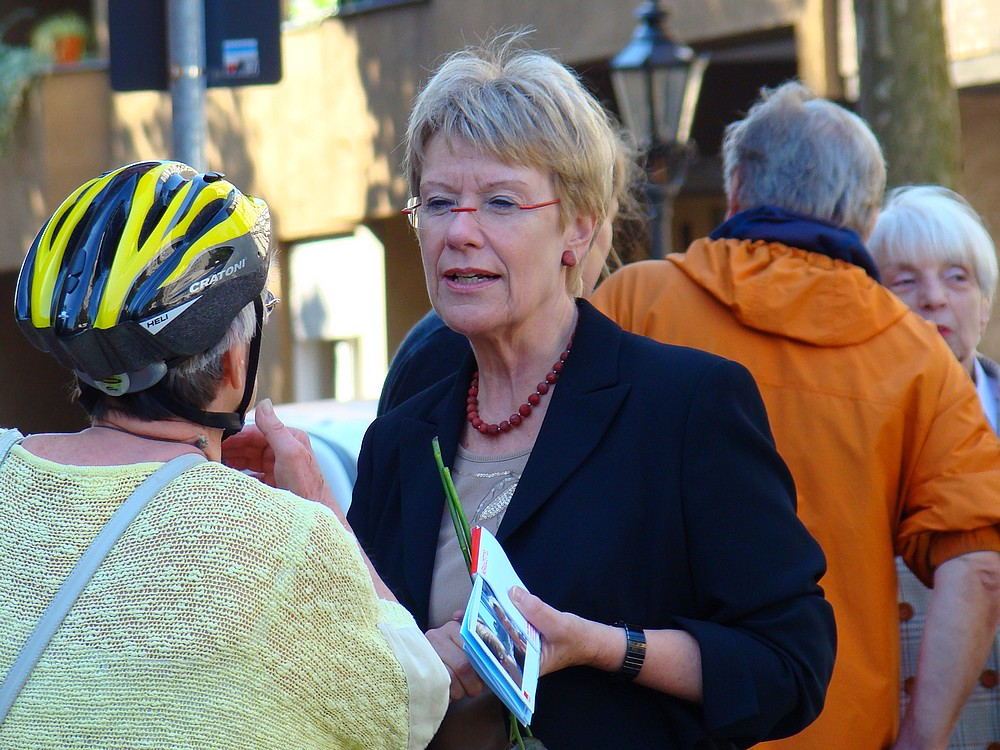
Petra Merkel MdB (2008)

Petra-Evelyne Merkel, geb. Schwoob (* 18. September 1947 in Berlin) ist eine ehemalige deutsche Politikerin (SPD).

## Leben, Beruf und Engagement
Nach der Mittleren Reife besuchte Petra Merkel die Kaufmännische Berufsfachschule des Lette-Vereins in Berlin und war von 1966 bis 1969 sowie erneut ab 1979 als kaufmännische Angestellte tätig. 
Petra Merkel ist evangelisch, geschieden und hat eine Tochter.
Seit Anfang der 1970er Jahre gründete Petra Merkel in Charlottenburg-Nord eine Eltern-Kind-Gruppe im damaligen Jugendheim am Halemweg. Später engagierte sie sich als Elternvertreterin in der Erwin-von-Witzleben-Grundschule und anschließend in der Carl-Friedrich-von-Siemens-Schule. 
Seit Anfang der 1990er Jahr engagiert sich Petra Merkel für den Internationalen Bund. Zuerst in Berlin im Ausbildungshotel am Kurfürstendamm, später im IB-Berlin mit Standort Reinickendorf, an der Aroser Allee, 2007 wurde sie Mitglied im Präsidium des Internationalen Bundes. Am 2013 wurde Petra Merkel zur ehrenamtlichen Präsidentin des Internationalen Bundes gewählt und ist es bis heute.
2002 wurde Petra Merkel Mitglied der Europäischen Akademie Berlin und ist bis heute im Vorstand des e. V.
Sie ist seit 2009 Präsidentin des Chorverbands Berlin, Mitglied im Präsidium des Deutschen Chorverbands seit 2011, Vizepräsidenten im Deutschen Chorverband seit 2008. 
Im November 2015 gründete Petra Merkel mit dem Chorverband Berlin und den Berlin Leadership Berlin Begegnungschor e. V., singt dort mit und ist seitdem Kassenwartin. 
Seit mehren Jahren ist Petra Merkel Mitglied im Kuratorium der Gesellschaft für Christlich-Jüdische Zusammenarbeit in Berlin.
Seit 2022 ist Petra Merkel Mitglied im Hochschulrat der Mediadesign Hochschule.
Ein besonderes Ereignis war für Petra Merkel die Anregung der Verlegung eines Stolpersteins für Paula Dienstag im Jahr 2012 in der Goethestraße 15, vor einer Kindertagesstätte. Durch einen Glücksfall bekam sie Kontakt zu Yuval Doron, dem Enkelsohn von Paula Dienstag.

## Partei
Seit 1974 ist Merkel Mitglied der SPD.

## Abgeordnete
Von 1981 bis 1989 gehörte Petra Merkel der Bezirksverordnetenversammlung von Berlin-Charlottenburg an, und von 1989 bis 2001 dem Abgeordnetenhaus. Hier war sie von 1994 bis 1995 stellvertretende Vorsitzende und von 1995 bis 2001 Parlamentarische Geschäftsführerin der SPD-Fraktion.
Von 2002 bis 2013 war sie Mitglied des Deutschen Bundestages. Hier war sie seit 2002 stellvertretende Sprecherin der Landesgruppe Berlin in der SPD-Bundestagsfraktion. Seit Ende 2005 war sie außerdem stellvertretende Sprecherin der Fraktionsarbeitsgruppe „Haushalt“ und seitdem auch Mitglied im Fraktionsvorstand. Sie war von 2009 bis 2013 Vorsitzende des Haushaltsausschusses des Bundestags.
Petra Merkel ist stets als direkt gewählte Abgeordnete im Wahlkreis Charlottenburg-Wilmersdorf in den Bundestag eingezogen. Bei der Wahl 2009 erreichte sie hier 32,0 % der Erststimmen; 2013 trat sie nicht mehr an.

## Auszeichnungen
- 2009 Wilhelm-Naulin-Plakette für Verdienste zum Erhalt, zur Sicherung und Förderung des Kleingartenwesens[11]
- 2015 Bundesverdienstkreuz am Bande
- 2024 Paritätische Ehrennadel in Silber des Paritätischen Wohlfahrtsverbands Berlin
- 2024 50 Jahre SPD-Mitgliedschaft
- 2024 Stadtältester von Berlin[12]